# Christian Mouritsen
 (juin 2015).
Si vous disposez d'ouvrages ou d'articles de référence ou si vous connaissez des sites web de qualité traitant du thème abordé ici, merci de compléter l'article en donnant les références utiles à sa vérifiabilité et en les liant à la section « Notes et références ».
Christian Mouritsen,  né le 3 décembre 1988 à Tórshavn, est un footballeur international féroïen. Il joue actuellement dans le club du HB Tórshavn.

## Carrière
Mouritsen rejoint le Manchester City Academy en 2005 et y signe un contrat de trois ans. Il passe des essais avec Brøndby et Everton FC. Plusieurs autres clubs en Angleterre et aux Pays-Bas lui avaient offert un essai, mais il a finalement décidé de signer avec Manchester City. 
Bien que faisant de nombreuses apparitions avec l'équipe des jeunes de Manchester City et l'équipe réserve, après trois années au club, il est laissé libre en juillet 2008, après expiration de son contrat. Peu de temps après sa libération avant le match Manchester City-Streymur, il dit : « J'ai quitté City parce qu'ils m'ont dit que je n'étais pas assez bon, alors je suis retourné chez moi pour essayer quelque chose de nouveau »[réf. nécessaire].
En août 2008, il rejoint HB Tórshavn où il ne joue que 20 minutes en raison de blessures. A la même période, il a également deux frères qui jouent dans l'équipe, Kristin et  Jóhan.
Son premier match en 2009 est contre B68 Toftir. Il entre à la fin de la seconde mi-temps. Il ne joue que six autres matches de championnat pour HB et est transféré au club rival de B36 Tórshavn à l'été 2009. Son transfert ne fonctionne pas comme prévu. Certaines formalités ne sont pas effectués avant le 28 juillet 2009, jour de la fermeture des transferts. HB a fait remarquer à B36 que Mouritsen avait joué pour eux illégalement, après quoi les documents appropriés ont été remis à la FSF par B36. Plus tard, il a été révélé que le motif du retard a été une erreur administrative par B36. 
La Fédération discute alors de la question et décide que le transfert ne peut être acceptée parce que les documents nécessaires n'ont pas été remis à temps. Le 21 août, la permission de transférer Mouritsen à B36 est accordée. La deuxième moitié de la saison 2009 se passe beaucoup mieux pour Mouritsen qui marque 2 buts en 9 matchs. 
Après la saison, il est allé s'entraîner à Newcastle United avec son coéquipier Joan Edmundsson Simun. Joan obtient alors d'être prêté à Newcastle (2010) jusqu'à la fin de la saison anglaise, ce qui n'est pas le cas de Mouritsen. En juillet 2010, il fait un essai à Tranmere Rovers puis signe à Valur en novembre 2010 avec deux coéquipiers de l'équipe nationale des îles Féroé, Jónas Tór Næs et Pól Jóhannus Justinussen.